# Osterhorn
Osterhorn est une commune allemande de l'arrondissement de Pinneberg, dans le Land de Schleswig-Holstein.

## Géographie
Osterhorn se situe à neuf kilomètres au nourd-ouest de Barmstedt. Son territoire est traversé par la ligne entre Elmshorn et Neumünster.

## Source, notes et références
- (de) Cet article est partiellement ou en totalité issu de l’article de Wikipédia en allemand intitulé « Osterhorn » (voir la liste des auteurs).